# محوطه کام کوه شهر سمام
محوطه کام کوه شهر سمام مربوط به دوران‌های تاریخی پس از اسلام است و در شهرستان املش، بخش رانکوه، روستای کجید واقع شده و این اثر در تاریخ ۲ بهمن ۱۳۸۲ با شمارهٔ ثبت ۱۰۷۳۱ به‌عنوان یکی از آثار ملی ایران به ثبت رسیده است.